# Тритония
Тритония (лат. Tritonia) — род растений семейства Ирисовые (ранее род обычно относили к семейству Лилейные).
В высоту растение достигает 50—60 см. Луковица в диаметре составляет около 5 см. Длинные узкие листья довольно плотные, растут вертикально.
Цветёт тритония в июне-июле. Цветки в диаметре достигают 5 см, лепестки окрашены в оранжевый цвет. Для того чтобы куст был красивее, в один горшок можно посадить несколько луковиц.
Период цветения наступает летом. В это время появляются длинные цветоносы с большим количеством бутонов, которые распускаются один за другим. Поэтому на растении в течение нескольких недель есть распустившиеся цветки.

## Виды
Как правило, выращивают тритонию шафранно-жёлтую (Tritonia crocata). Листья этого растения кожистые, в длину составляют около 30—40 см.

## Уход
| Температура       | Летом около +20, зимой в пределах 16.         |
| Освещение         | Яркое с притенением от прямых солнечных лучей |
| Полив             | Обильный летом, умеренный зимой               |
| Влажность воздуха | Опрыскивать в тёплое время года               |
| Пересадка         | 1 раз в 2 года                                |
| Размножение       | Дочерними луковицами                          |
| ----------------- | --------------------------------------------- |

## Виды
По информации базы данных The Plant List, род включает 26 видов:
- Tritonia atrorubens (N.E.Br.) L.Bolus
- Tritonia bakeri Klatt
- Tritonia chrysantha Fourc.
- Tritonia cooperi (Baker) Klatt
- Tritonia crocata (L.) Ker Gawl. — Тритония шафранно-жёлтая
- Tritonia delpierrei M.P.de Vos
- Tritonia deusta (Aiton) Ker Gawl.
- Tritonia disticha (Klatt) Baker
- Tritonia drakensbergensis M.P.de Vos
- Tritonia dubia Eckl. ex Klatt
- Tritonia flabellifolia (D.Delaroche) G.J.Lewis
- Tritonia florentiae (Marloth) Goldblatt
- Tritonia gladiolaris (Lam.) Goldblatt & J.C.Manning
- Tritonia kamisbergensis Klatt
- Tritonia karooica M.P.de Vos
- Tritonia lancea (Thunb.) N.E.Br.
- Tritonia laxifolia (Klatt) Baker
- Tritonia marlothii M.P.de Vos
- Tritonia moggii Oberm.
- Tritonia nelsonii Baker
- Tritonia pallida Ker Gawl.
- Tritonia parvula N.E.Br.
- Tritonia securigera (Aiton) Ker Gawl.
- Tritonia squalida (Aiton) Ker Gawl.
- Tritonia tugwelliae L.Bolus
- Tritonia undulata (Burm.f.) Baker